# Homolophus albofasciatum
Homolophus albofasciatum is een hooiwagen uit de familie echte hooiwagens (Phalangiidae).